# Хриб при Фари
Хриб при Фари (словен. Hrib pri Fari) је насељено место у општини Костел, регија Југоисточна Словенија, Словенија.

## Историја
До територијалне реорганизације у Словенији био је у саставу старе општине Кочевје.

## Становништво
У попису становништва из 2011. године, Хриб при Фари је имао 6 становника.
| Број становника према пописима | Број становника према пописима | Број становника према пописима |
| ------------------------------ | ------------------------------ | ------------------------------ |
| 1991                           | 2002                           | 2011                           |
| 5                              | 8                              | 6                              |

Напомена: До 1953. исказивано под именом Хриб.